# Willy Aubameyang
William-Fils Aubameyang, detto Willy (Parigi, 16 febbraio 1987), è un ex calciatore francese naturalizzato gabonese, di ruolo attaccante.

## Biografia
È figlio dell'ex calciatore Pierre Aubameyang e fratello di Catilina (nato nel 1983) e Pierre-Emerick (nato nel 1989), anch'essi calciatori.
Ha un figlio, Nelson, nato nel 2008 e a sua volta calciatore.

## Carriera

### Club

#### Milan
Willy Aubameyang ha iniziato la propria carriera giovanile in Francia all'Ivry per poi passare al Créteil e in seguito in Italia alla Triestina.
Nel 2005 si è trasferito nelle giovanili del Milan e nella stagione 2007-2008 ha fatto parte del gruppo della prima squadra, dopo essersi fatto notare l'anno precedente per aver segnato la rete della vittoria contro la Juventus nel Trofeo Berlusconi. Aubameyang non è stato inserito nella lista di giocatori che hanno disputato e vinto la Supercoppa europea e il Mondiale per club; ha ricevuto, però, diverse convocazioni in campionato e in Coppa Italia. Ha collezionato una sola presenza con il Milan, il 20 dicembre 2007 giocando il primo tempo dell'incontro di Coppa Italia Milan-Catania (1-2).

#### I prestiti ad Avellino, Eupen e Monza
Durante l'estate del 2008 è stato ceduto in prestito con diritto di riscatto all'Avellino, con cui ha giocato un campionato di Serie B: la squadra irpina è retrocessa e l'attaccante gabonese ha disputato trenta spezzoni di partita riuscendo a segnare un solo gol contro il Parma.
A fine stagione, vista la mancata iscrizione del club campano nei campionati, il giocatore ha lasciato la squadra per andare a giocare, anche stavolta in prestito, all'Eupen nel campionato belga di seconda divisione. Ha esordito con la squadra belga il 19 settembre 2009, realizzando anche un gol al 16º minuto.
Il 31 agosto 2010 il giocatore si è trasferito in prestito al Monza, club di Lega Pro Prima Divisione. Ha segnato il suo primo gol con la squadra brianzola il 21 novembre 2010 nella partita contro la Cremonese, terminata con il risultato di 2-2. In totale con il Monza ha disputato 7 partite, 6 nel campionato di Lega Pro Prima Divisione 2010-2011 e una nella Coppa Italia di Lega Pro 2010-2011.

#### Kilmarnock, Sapins e Saint-Étienne 2
Il 26 gennaio 2011 è stato ceduto a titolo definitivo al Kilmarnock, squadra della Scottish Premier League, massima serie del campionato scozzese. Ha esordito il 29 gennaio 2011 contro lo Hamilton Academical, subentrando al 32º minuto di gioco a Rui Miguel. In totale ha disputato 6 partite segnando un gol contro il Motherwell.
Al termine della stagione ha lasciato la squadra scozzese e si è trasferito in Gabon firmando per il Sapins. Dopo un anno e mezzo trascorso con la squadra di Libreville è tornato in europa firmando un contratto amatoriale con il Saint-Étienne 2 fino alla fine della stagione 2012-2013. Durante la stagione seguente si è allenato con la seconda squadra del Borussia Dortmund (la cui prima squadra aveva acquistato dal Saint-Étienne il fratello Pierre-Emerick), disputando anche delle amichevoli ma senza firmare un contratto.

### Nazionale
Willy Aubameyang, nonostante sia nato in Francia, ha scelto di giocare con la maglia della Nazionale gabonese, con cui ha esordito il 6 giugno 2009 contro il Togo in una partita valida per le qualificazioni al Mondiale 2010, sostituendo al 79º minuto di gioco il fratello Pierre-Emerick.
Ha fatto parte della selezione che ha partecipato alla Coppa d'Africa 2010, dove tuttavia non è mai sceso in campo.

## Statistiche

### Presenze e reti nei club
Statistiche aggiornate al maggio 2013.
| Stagione        | Squadra         | Campionato      | Campionato | Campionato | Coppe nazionali | Coppe nazionali | Coppe nazionali | Coppe continentali | Coppe continentali | Coppe continentali | Altre coppe | Altre coppe | Altre coppe | Totale | Totale |
| Stagione        | Squadra         | Comp            | Pres       | Reti       | Comp            | Pres            | Reti            | Comp               | Pres               | Reti               | Comp        | Pres        | Reti        | Pres   | Reti   |
| --------------- | --------------- | --------------- | ---------- | ---------- | --------------- | --------------- | --------------- | ------------------ | ------------------ | ------------------ | ----------- | ----------- | ----------- | ------ | ------ |
| 2007-2008       | Milan           | A               | 0          | 0          | CI              | 1               | 0               | UCL                | 0                  | 0                  |             | -           | -           | 1      | 0      |
| 2008-2009       | Avellino        | B               | 30         | 1          | CI              | 0               | 0               | -                  | -                  | -                  |             | -           | -           | 30     | 1      |
| 2009-2010       | Eupen           | TK              | 20         | 3          | -               | -               | -               | -                  | -                  | -                  |             | -           | -           | 20     | 3      |
| 2010-gen. 2011  | Monza           | PD              | 6          | 1          | CI-LP           | 1               | 0               | -                  | -                  | -                  |             | -           | -           | 7      | 1      |
| 2011-2012       | Sapins          | D1              | ?          | ?          | -               | -               | -               | -                  | -                  | -                  |             | -           | -           | ?      | ?      |
| 2012-gen. 2013  | Sapins          | D1              | ?          | ?          | -               | -               | -               | -                  | -                  | -                  |             | -           | -           | ?      | ?      |
| gen.-giu. 2013  | Saint-Étienne 2 | CFA             | 5          | 0          | -               | -               | -               | -                  | -                  | -                  |             | -           | -           | 5      | 0      |
| Totale carriera | Totale carriera | Totale carriera | 67+        | 6+         |                 | 2               | 0               |                    | 0                  | 0                  |             |             |             | 69+    | 6+     |

### Cronologia presenze e reti in Nazionale
| Cronologia completa delle presenze e delle reti in nazionale ― Gabon | Cronologia completa delle presenze e delle reti in nazionale ― Gabon | Cronologia completa delle presenze e delle reti in nazionale ― Gabon | Cronologia completa delle presenze e delle reti in nazionale ― Gabon | Cronologia completa delle presenze e delle reti in nazionale ― Gabon | Cronologia completa delle presenze e delle reti in nazionale ― Gabon | Cronologia completa delle presenze e delle reti in nazionale ― Gabon | Cronologia completa delle presenze e delle reti in nazionale ― Gabon |
| Data                                                                 | Città                                                                | In casa                                                              | Risultato                                                            | Ospiti                                                               | Competizione                                                         | Reti                                                                 | Note                                                                 |
| -------------------------------------------------------------------- | -------------------------------------------------------------------- | -------------------------------------------------------------------- | -------------------------------------------------------------------- | -------------------------------------------------------------------- | -------------------------------------------------------------------- | -------------------------------------------------------------------- | -------------------------------------------------------------------- |
| 6-6-2009                                                             | Libreville                                                           | Gabon                                                                | 3 – 0                                                                | Togo                                                                 | Qual. Mondiali 2010                                                  | -                                                                    |                                                                      |
| 11-8-2009                                                            | Dieppe                                                               | Benin                                                                | 1 – 1                                                                | Gabon                                                                | Amichevole                                                           | -                                                                    |                                                                      |
| 19-5-2010                                                            | Ajaccio                                                              | Gabon                                                                | 3 – 0                                                                | Togo                                                                 | Corsica Cup 2010 - Semifinale                                        | -                                                                    |                                                                      |
| 11-8-2010                                                            | Algeri                                                               | Algeria                                                              | 1 – 2                                                                | Gabon                                                                | Amichevole                                                           | -                                                                    |                                                                      |
| 6-9-2010                                                             | Cannes                                                               | Burkina Faso                                                         | 1 – 1                                                                | Gabon                                                                | Amichevole                                                           | -                                                                    |                                                                      |
| 8-10-2010                                                            | Mascate                                                              | Oman                                                                 | 1 – 0                                                                | Gabon                                                                | Amichevole                                                           | -                                                                    |                                                                      |
| 12-10-2010                                                           | Istanbul                                                             | Arabia Saudita                                                       | 1 – 0                                                                | Gabon                                                                | Amichevole                                                           | -                                                                    |                                                                      |
| 17-11-2010                                                           | Saint-Gratien                                                        | Senegal                                                              | 2 – 1                                                                | Gabon                                                                | Amichevole                                                           | -                                                                    |                                                                      |
| 9-2-2011                                                             | Rouen                                                                | Gabon                                                                | 2 – 0                                                                | RD del Congo                                                         | Amichevole                                                           | -                                                                    |                                                                      |
| 7-6-2011                                                             | Moanda                                                               | Gabon                                                                | 0 – 1                                                                | Gambia                                                               | Amichevole                                                           | -                                                                    |                                                                      |
| 10-8-2011                                                            | Saint-Leu-la-Forêt                                                   | Gabon                                                                | 1 – 1                                                                | Guinea                                                               | Amichevole                                                           | -                                                                    |                                                                      |
| 15-6-2013                                                            | Franceville                                                          | Gabon                                                                | 4 – 1                                                                | Niger                                                                | Qual. Mondiali 2014                                                  | -                                                                    |                                                                      |
| 14-8-2013                                                            | Queluz                                                               | Gabon                                                                | 1 – 1                                                                | Capo Verde                                                           | Amichevole                                                           | -                                                                    |                                                                      |
| Totale                                                               |                                                                      | Presenze                                                             | 13                                                                   |                                                                      | Reti                                                                 | 0                                                                    |                                                                      |